# Chaponnay
Chaponnay település Franciaországban, Rhône megyében. Lakosainak száma 4519 fő (2022. január 1.). Chaponnay Luzinay, Valencin, Villette-de-Vienne, Corbas, Marennes, Mions és Saint-Pierre-de-Chandieu községekkel határos.

## Népesség
A település népességének változása:
| Lakosok száma | 3869 | 4098 | 4279 | 4273 | 4336 | 4355 | 4411 | 4465 | 4519 |
|               | 2013 | 2015 | 2016 | 2017 | 2018 | 2019 | 2020 | 2021 | 2022 |